# إدوارد وونغ
إدوارد وونغ (بالإنجليزية: Edward Wong)‏ هو محرر وصحفي ومراسل عسكري أمريكي، ولد في 14 نوفمبر 1972 في واشنطن العاصمة في الولايات المتحدة.